# نیروی زمینی بلاروس
نیروهای زمینی بلاروس (به بلاروسی: Сухапутныя войскі Рэспублікі Беларусь) بخش نیروی زمینی نیروهای مسلح بلاروس است که در سال ۱۹۹۲ تأسیس شد.